# Teslin Lake
Der Teslin Lake (Teslin = englisch für indianisches Wort Teslintoo „langes, tiefes Wasser“) ist ein Gebirgssee in Kanada an der Grenze zwischen British Columbia und Yukon.

## Geographie
Der See liegt im westlichen Kanada im Übergangsbereich von British Columbia Interior (südöstlich des Sees gelegen) und dem Yukon Plateau. Der Teslin Lake erstreckt sich im Nordteil, welcher sich im Yukon befindet, in NW-SO-Richtung, während er im Südteil, welcher in British Columbia liegt, eine NNW-SSO-Orientierung aufweist. Das sehr langgestreckte aber nur recht schmale Tal des Teslin Lake befindet sich in einer waldreichen Hochgebirgslandschaft.
Das sich in Südost-Nordwest-Richtung ausbreitende Stillgewässer, das maximal 214 m tief ist und auf 684 m über dem Meeresspiegel liegt, ist 144 km lang, aber durchschnittlich nur 3,2 km breit; in dieser Richtung wird er vom Teslin River durchflossen. In seinem größten und recht langgestreckten Ostarm (auch Nisutlin Bay genannt) fließt ihm der Nisutlin River zu. An der Stelle, wo dieser Arm auf den Hauptteil des Sees bei Teslin stößt, führt die 584 m lange Stahlbogenbrücke des Highway 1 in Südost-Nordwest-Richtung über den Ostarm.
Das Wasser aller Fließgewässer, die den Teslin Lake speisen, verlässt den See an seinem Nordende gemeinsam mit dem Teslin River, der den See im Südosten speist und diesen im Nordwesten entwässert, um rund 190 km weiter nordwestlich bei Hootalinqua (indianisch = „Zusammenfluss zweier großer Flüsse“) in den Yukon River zu münden.

## Zuflüsse
Zu den Zuflüssen des Teslin Lake gehören unter anderem:
- Nisutlin River
- Teslin River
- Gladys River

## Orte
Zu den Ortschaften am kaum besiedelten Teslin Lake gehören unter anderem:
- Teslin

## Seefauna
Zur Seefauna des Teslin Lake gehören der Amerikanische Seesaibling und die Heringsmaräne. Die Bestände beider Fischarten im See gelten als „gering“. Weitere Fischarten im See sind: Arktische Äsche, Hecht, Coregonus sardinella (least cisco), Cottus cognatus (slimy sculpin), Königslachs und Ketalachs.